# Freqüència ultrabaixa
Freqüència ultrabaixa (en anglès Ultra Low Frequency o ULF en la nomenclatura de la Unió Internacional de Telecomunicacions (ITU), comprèn el rang de freqüències entre 300 i 3000 hertz (3 kilohertz) o 1000 km – 100 km.
La comunicació a través de terra usant camps de conducció és coneguda com a Earth Mode i va ser utilitzada per primera vegada durant la Primera Guerra Mundial. Aquesta banda va ser utilitzada per a comunicacions en les mines per la seva capacitat de penetrar la superfície terrestre i sota l'aigua. Les forces armades la fan servir per a comunicacions segures a través de terra. Hi ha informació sobre tals sistemes a les publicacions de l'Advisory Group for Aerospace Research and Development, una antiga agència de l'OTAN dels anys 1960, però molt probablement no tot va ser publicat per raons d'interés militar.
Radioaficionats i amateurs d'electrònica han utilitzat aquesta banda per a comunicacions limitades emprant amplificadors de ràdio connectats a elèctrodes inserits a terra.